# Озимі посіви

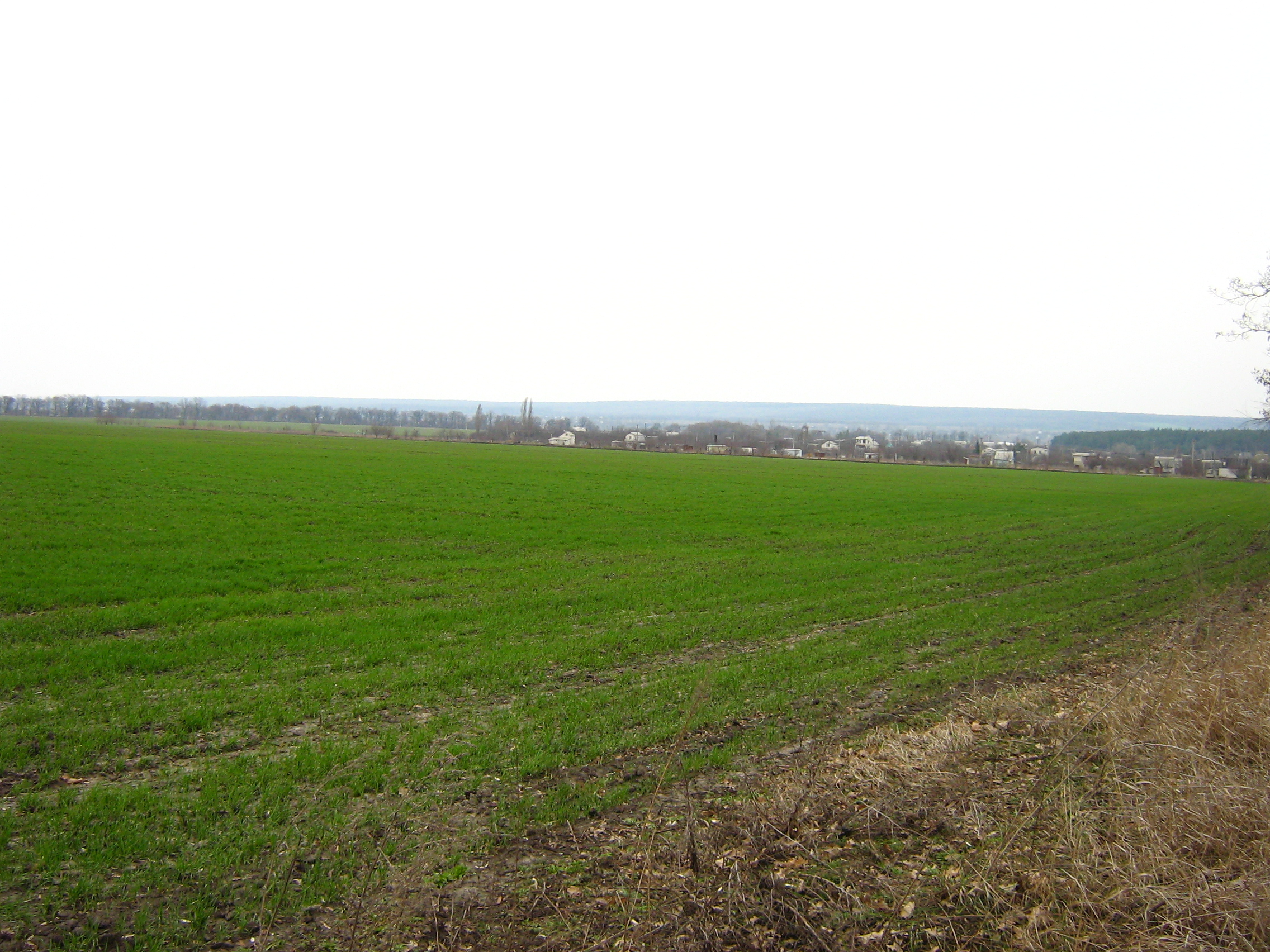
Озимі посіви пшениці ранньою весною

Озимі посіви - зазвичай озимі зернові сіють з кінця літа до осені. Озимі культури - представники однорічних рослин - до настання зимових холодів встигають прорости та добре укорінитися, а з настанням весняного тепла продовжують свій життєвий цикл і дозрівають дещо раніше, ніж ярі. Більшість сучасних злаків бувають лише ярими. Озиму (і яру) форму мають пшениця, жито, ячмінь та тритикале. В цілому, озимі зернові в порівнянні з ярими, як правило, дають вищий урожай. Це пов'язано з холодостійкістю та можливістю використовувати для зростання вологу, отриману в результаті танення снігу. Таким чином, озимі сорти можна вирощувати в районах з високим сніговим покривом та досить м'якими зимами.

## Озима пшениця
У більшості районів Нечорноземної зони період між збиранням урожаю та посівом озимини дуже нетривалий. У зв'язку з цим виникає потреба створювати для посіву запаси насіння з урожаю минулого року — так званий перехідний фонд насіння. 

### Підготовка насіння
Важливе значення для отримання високого врожаю має якість посівного матеріалу. З великого насіння виростають рослини, які розвивають більш потужну кореневу систему, глибше закладають вузол кущіння, а, як відомо, чим глибше закладений вузол кущіння, тим вища зимостійкість озимої пшениці. Таким чином, рослини, що виросли з великого насіння, швидше ростуть, менше піддаються впливу посухи, більш стійкі до хвороб і, відповідно, дають вищі врожаї. Якщо виникає необхідність використання для посіву свіжозібраного насіння (фізіологічно недозріле зі зниженою схожістю), то перед посівом слід піддати їх прогріванню на сонці протягом 3-5 днів або в зерносушарці при температурі 45-48 ° C протягом 2-3 годин. Крім того, насіння протруюють для знезараження від спор твердої сажки.

### Терміни посіву
В результаті глибокого аналізу даних, отриманих науково-дослідними установами та передовими сільськогосподарськими підприємствами, найбільш доцільними термінами посіву пшениці озимої заведено вважати наступні:
1. Крайня Північ (північніше 60° північної широти) 1 - 15 серпня
2. Нечорноземна зона 10 - 30 серпня
3. Лісостепова частина Центрально-Чорноземної зони та Південний Схід 20 серпня - 1 вересня
4. Південна степова зона, Нижнє Поволжя 1 - 20 вересня
5. Передгірні райони Північного Кавказу 15 вересня - 5 жовтня.

### Способи посіву
Оптимальними є вузькорядний (міжряддя не більше 10 см) і перехресний способи посіву пшениці озимої.

### Норми посіву
Досі думки про вплив родючості ґрунту на величину норми посіву залишаються суперечливими. Існує географічна мінливість норм посіву (залежно від кліматичних та ґрунтових умов): у північних зволожених регіонах застосовуються густіші посіви, а у південних та південно-східних особливо посушливих регіонах – більш рідкісні. Разом про те, основними чинниками, визначальними оптимальну норму посіву у північних (зволожених) районах є освітлення і родючість ґрунту, а посушливих — забезпечення вологою — що менше накопичено у ґрунті вологи, то рідкісним буде посів. Якщо озима пшениця культивується в посушливих районах при штучному зрошенні, норма посіву підвищується. Таким чином, зниження норм посіву озимини визначається регіоном культивування та здійснюється при переміщенні з півночі на південь та з північного заходу на південний схід .

### Глибина посіву
Вирощування озимої пшениці вимагає відносно глибшого закладання вузла кущіння, тому закладення насіння в ґрунт проводиться глибше. У разі дрібного закладення підвищується ризик вимерзання та/або випрівання. В умовах Чорнозем'я та в посушливих районах насіння озимої пшениці закладають на глибину 6-7 см. В умовах сильного пересихання верхніх шарів ґрунту глибину посіву насіння на чорноземах можна збільшувати до 8-10 см. У Нечорноземній зоні на важких глинистих ґрунтах і ущільнення, звичайна глибина посіву становить 4-5 см, а на середньозв'язаних ґрунтах - 5-6 см.